# Imke Schellekens-Bartels
Imke Anne Marian Schellekens-Bartels, née le 15 mars 1977 à Eindhoven, est une cavalière de dressage néerlandaise.
Elle dispute les Jeux olympiques d'été de 2004 et les Jeux olympiques d'été de 2008, remportant en 2008 une médaille d'argent en dressage par équipe.
Elle est la fille de la cavalière Tineke Bartels.